# Резово
Резово (буг. Резово) село је на југоистоку Бугарске, општина Царево, Бургаска област.

## Положај
Резово је најјужније насељено место на бугарској обали Црног мора. Налази се 11 км од Синемореца, 17 км од Ахтопола, 5 км од Силистарске плаже, на неколико километара од турске границе и 36 км од Лозенеца.
Резовска река представља државну границу Бугарске и Турске, улива се у Црно море близу села Резово.

## Историја
У прошлости је Резово било пристаниште. На локалитету Селски Дол, 3 - 4 км западно од села, поред рудника налази се трачанска некропола.
Након сузбијања Илинданског устанка 1903. године, Резово је тешко страдало. Око 70 кућа је опљачкано.
Село је било релативно велико и постојало је на географским картама. Због напада кавкаских пирата (лази), становници су се селили на више локација. Почетком 20. века село је било на тренутној локацији, а изграђена је црква „Свети Константин и Јелена”. Након Првог балканског рата у Резово је дошло неколико избегличких породица из села Јана и Блаца (данас у Турској) као и мигранти из Малог Трнова. Становништво се претежно бавило пољопривредом и риболовом.
Године 1955. у Резову је било 90 кућа, али село је постепено опустело јер је у пограничној зони Бугарске са Турском. Током последњих 10 година село је оживело и постало је омиљено место за људе који траже приватност и мир.
Православна црква Светог Јована Крститеља изграђена је у лето 2002. године.

## Становништво
По проценама из 2011. године, Резово је имало 46 становника. Већина становништва су етнички Бугари. Последњих деценија број становника у насељу опада.
Претежна вероисповест месног становништва је православље.